# Dimas Teixeira
Dimas Manuel Marques Teixeira (Joanesburgo, África do Sul, 16 de Fevereiro de 1969), mais conhecido como Dimas, é um ex-jogador português de futebol. Jogava como defesa esquerdo.

## Carreira
Fez a sua estreia na primeira divisão portuguesa aos 18 anos, em 1987 com a camisola da Académica de Coimbra, e nessa época o seu clube acaba por descer de divisão. Ficou por duas temporadas na Académica, mesmo após a descida. Mudou-se para o Estrela da Amadora onde chegou ao topo do futebol nacional onde ficou duas épocas. Mais tarde, trocou de clube para rumar ao Vitória de Guimarães.
Duas temporadas foram suficientes para ter o interesse e o contrato do Benfica em 1994-1995, e mais tarde foi um pequeno passo para se mudar para a Juventus de Itália em 1996-1997. Depois de uma temporada onde jogou 18 jogos, chegou à final da liga dos campeões, onde foi derrotado pelo Real Madrid, e campeão de Itália. Apenas alinhou por quatro vezes em 1998-1999, sendo transferido a meio da época para o Fenerbahçe da Turquia, mas foi transferido novamente um ano mais tarde para o Standard Liège.
A boa participação de Portugal no Euro 2000 provou que Dimas era um valor a ter ainda em conta, tendo assinado pelo Sporting Club de Portugal, onde só fez 13 jogos devido a uma lesão que afetou Dimas Teixeira no seu joelho esquerdo. Incapacitando-o a poder jogar mais onde esteve mais de meia época prado . Acabando a época no terceiro lugar, mudou-se para França para representar o Olympique de Marseille, tendo perdido o seu lugar para o seu compatriota Rui Jorge. Dimas acabou a sua carreira em 2002.
Foi internacional por 44 vezes, tendo jogado por quatro vezes ambas no Euro 1996, antes de se retirar no final da época de 2001-2002.
Tem no seu currículo 2 Ligas Italianas, 1 Liga Portuguesa e 2 Taças de Portugal. Atuou, por diversão. na equipa de Veteranos do Grupo Desportivo Estoril Praia. Foi agente de futebol, tendo alguns jogadores de qualidade, como Hernâni Fortes, Licá, entre outros. Também já foi treinador-adjunto de equipas como Al-Hilal e Barnsley. 
Em julho de 2009 iniciou a sua carreira como diretor ao serviço do Grupo Desportivo Estoril Praia, tendo saído em solidariedade com o treinador principal, Hélder Cristóvão, que foi demitido no final de Setembro do mesmo ano, face aos resultados menos positivos da equipa.

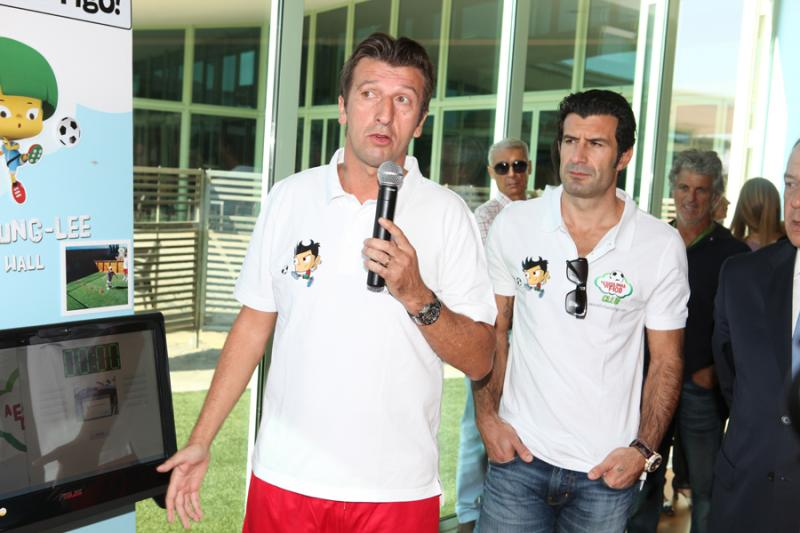
Inauguração da 1ª A Escolinha do Figo

Em outubro de 2011, foi oficialmente anunciado como embaixador da Escola de Futebol - A Escolinha do Figo, projeto encabeçado pelo seu antigo parceiro de Seleção, Luís Figo.